# Полифагия
Полифагията (на старогръцки: πολύ - много, φαΐ - ям) е болестно състояние на прекомерен глад и повишен апетит. В медицината, полифагията е известна и като хиперфагия, която може да доведе до заболявания като диабет, синдром на Клайне-Левин (неизправност в хипоталамуса), и генетични заболявания като синдром на Прадер-Вили и синдром на Bardet Biedl.

## Причини
Причините за възникване на повишен апетит включват:
- Безпокойство
- Депресия
- Някои лекарства, като кортикостероиди, ципрохептадин и трициклични антидепресанти
- Булимия (най-често при жени от 18 до 30 години)
- Захарен диабет
- Базедова болест
- Хипогликемията
- Предменструален синдром
- Синдром на Прадер-Вили